# 国家开放大学
国家开放大学（简称国开大），2012年更名前称中央广播电视大学，2022年加挂国家老年大学牌子。学校位于中华人民共和国北京市，共有五棵松、复兴门、魏公村、魏善庄4个校区，总占地共200余亩，建筑面积13万平方米。学校拥有正式教职工571人，专任教师150人。是以远程教育（广播、电视、网络）为主的大学，于1978年2月開始筹建，1979年2月6日正式开课。主管部门为中华人民共和国教育部。其与各省市的地方广播电视大学共同构成“远程开放教育”的独特高等教育模式，整个教学网络已覆盖中国大陆所有省级行政区。国家开放大学是亚洲开放大学协会（AAOU）、国际远程开放教育理事会（ICDE）成员。2021年，联合国教科文组织在巴黎总部宣布，国家开放大学“一村一名大学生”计划获联合国系统内教育信息化最高奖项“联合国教科文组织哈马德本伊萨哈利法国王2020年度教育信息化奖”。

## 历史沿革

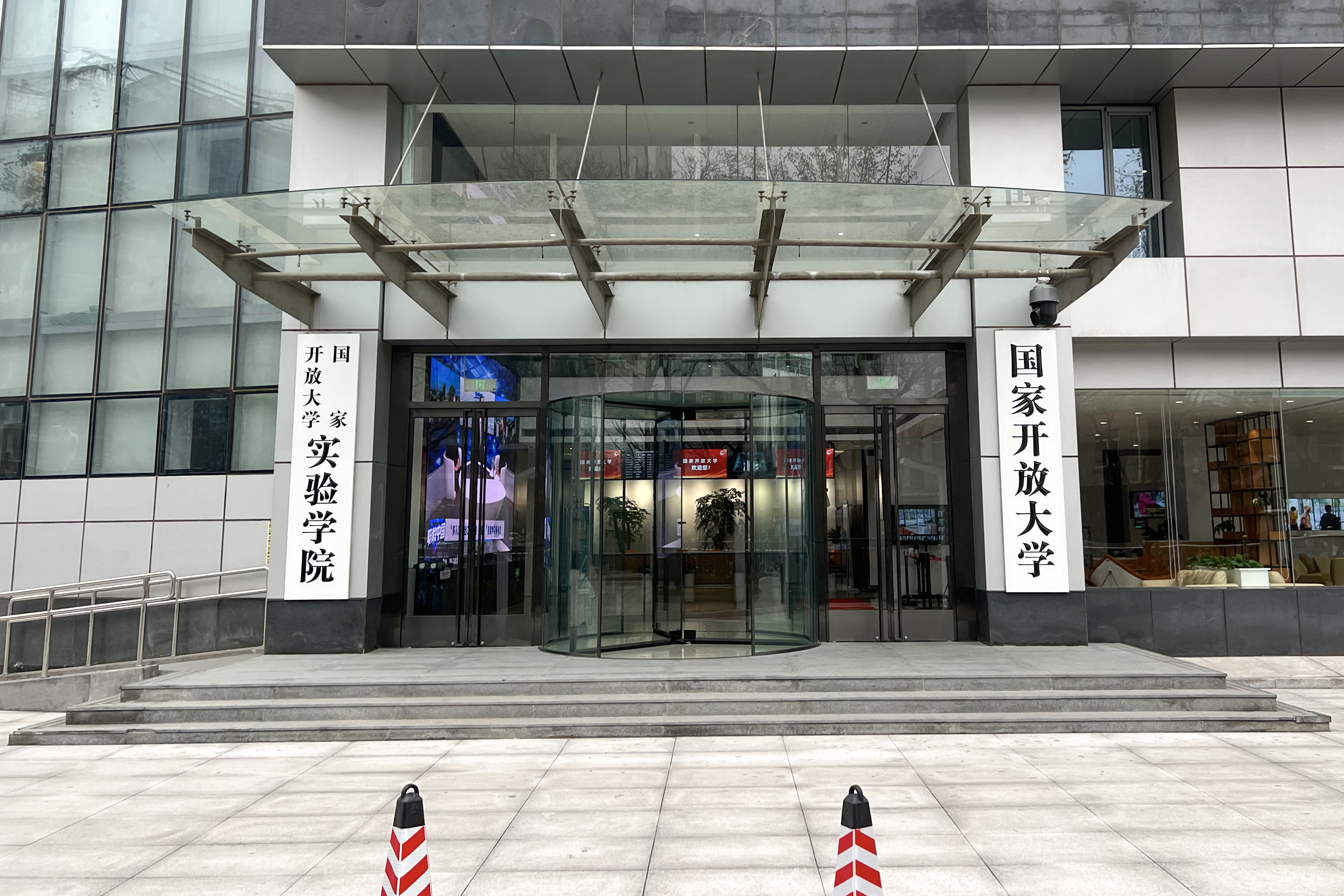
国家开放大学魏公村校区入口。

1977年10月19日，前英国首相愛德華·希思訪問中國大陸，中華人民共和國國務院副總理鄧小平向希思谈到中國大陸在文化大革命後恢復教育的艱難和教育人力資源短缺的問題，希思稱願意提供英國公開大學的有关资料。1977年10月下旬，教育部與中央广播事业局邀请有关部门就开办电视教育、筹办电视大学问题交换意见，并成立“电视教育领导小组”。1977年12月19日，教育部與中央广播事业局联合举办的向全国播放的电视教育讲座（英语、数学、电子技术等3种）在北京电视台（中国中央电视台前身）开播。1978年2月3日，教育部與中央广播事业局在会同有关部门研究后，向邓小平與国务院副总理兼国家科委主任方毅送交《关于筹办电视大学的请示报告》，以及《关于开办电视大学的初步设想》等3个附件。1978年2月6日，方毅在《关于筹办电视大学的请示报告》上批示“报邓副主席审批。拟原则同意，编制、房屋、设备、交通工具、外汇等等有关具体问题，同有关部门商研解决”，邓小平則亲笔批示“同意”。1978年4月18日，中国共产党教育部党组向邓小平递交报告，认为英国公开大学“在教学组织和管理方面的一些做法是可以借鉴的，现代化教学手段是应当引进的”，建议邀请英国公开大学派代表团來介绍其经验。1978年7月，教育部與中央广播事业局联合召开“全国广播电视大学筹备工作会议”，会后正式通知全国积极筹备成立广播电视大学。1978年10月30日，教育部與中央广播事业局成立“中央广播电视大学筹备处”。1979年1月11日，國務院“国发(1979)14号”文件批转教育部與中央广播事业局《关于全国广播电视大学工作会议的报告》，要求各省、市、自治区革命委员会與国务院各部委、各直属机构“大力支持广播电视大学的筹办工作”。1979年2月6日，中央广播电视大学正式成立。1993年12月，国家教委决定将中国电视师范学院并入中央广播电视大学。1994年，根据人事部与国家教委的通知，中国电视师范学院并入中央广播电视大学。2012年6月21日，教育部批复中央广播电视大学，同意在中央广播电视大学基础上建立国家开放大学，开展学历教育和非学历教育。中央广播电视大学名称保留至今。2016年7月20日，国家开放大学与麦当劳（中国）有限公司签约合作。

## 教学机构
“电大系统”目前包含1所国家开放大学、44所省级电大、945所地市级电大分校（工作站）、1842所县级电大工作站。

## 外部連結
- 国家开放大学官方网站（页面存档备份，存于）